# Jacob Cats (dichter)
Jacob Cats (Brouwershaven, 10 november 1577 – Den Haag, 12 september 1660) was een Nederlands dichter, jurist en politicus. Cats is ook bekend als Vader Cats, vanwege zijn veelal didactische gedichten (zoals de frase Kinderen zijn hinderen, zei vader Cats).

## Leven

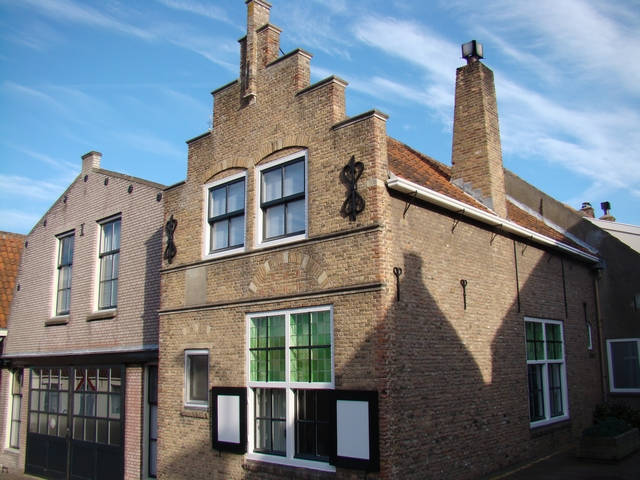
Het oudershuis van Jacob Cats in Brouwershaven

Cats werd in Brouwershaven geboren als vierde kind van het gezin. Hij maakte deel uit van een weinig bekende Zeeuwse regentenfamilie, niet verwant aan dat van de Heeren van Cats op Noord-Beveland. Cats bezocht de Latijnse school in Zierikzee en daarna de universiteit te Leiden, hoewel zijn naam in het studentenalbum ontbreekt. Hij promoveerde in Orléans en legde de eed als advocaat af in Den Haag.
Cats vestigde zich in 1603 als advocaat te Middelburg, waar hij een praktijk had die vooral geschillen behandelde over de kaapvaart. Hij werd nog hetzelfde jaar als stadsadvocaat aangesteld. Op 31 mei 1605 trouwde hij in de Nieuwe Kerk te Amsterdam met de 26-jarige Antwerpse Elisabeth van Valckenburg. De moeder van Elisabeth woonde in Antwerpen en was verwant aan de schatrijke familie Vogelaer.
Hun jongste dochter Elisabeth Cats trouwde eerst met Cornelis Musch, en later met Diederik Pauw. Kleindochter Elisabeth Musch is bekend van de historische roman van Jacob van Lennep.
Met het Twaalfjarig Bestand hield de kaapvaart op en de stedelijke processen verminderden. Cats ging er daarom vanaf 1612 toe over tijd en geld te besteden aan het bedijken van geïnundeerde landen in Zeeuws-Vlaanderen. Ondanks veel tegenspoed en rechtsgedingen werd hij zo in een aantal jaar grootgrondbezitter.
Van 30 oktober 1621 tot 31 maart 1623 was hij pensionaris van Middelburg. Vervolgens werd hij pensionaris van Dordrecht van 1623 tot 1636. Op 3 juli 1636 werd hij benoemd raadpensionaris van Holland, waarbij negen jaar later het ambt van grootzegelbewaarder kwam. Cats was van 1629 tot 1631 ook al voor korte tijd raadpensionaris geweest. Tot 1651 bekleedde hij dit ambt.
Aan het einde der Grote Vergadering op 27 september 1651 legde hij zijn ambten neer. Zijn Munnikenhof bij Grijpskerke, de Catshoeve bij Groede en bovenal Sorghvliet getuigden alle van zijn zin voor economie en buitenleven. Hij overleed op Zorgvliet in Den Haag, in het huis dat nu als ambtswoning van de minister-president in gebruik is, het Catshuis. Hij werd begraven in de Kloosterkerk in Den Haag. In deze kerk staat op de plaats waar zijn graf lag een gedenkteken.
In 1829 werd in Brouwershaven het standbeeld van Jacob Cats opgericht, gemaakt door Philippe Parmentier.

## Dichtwerken

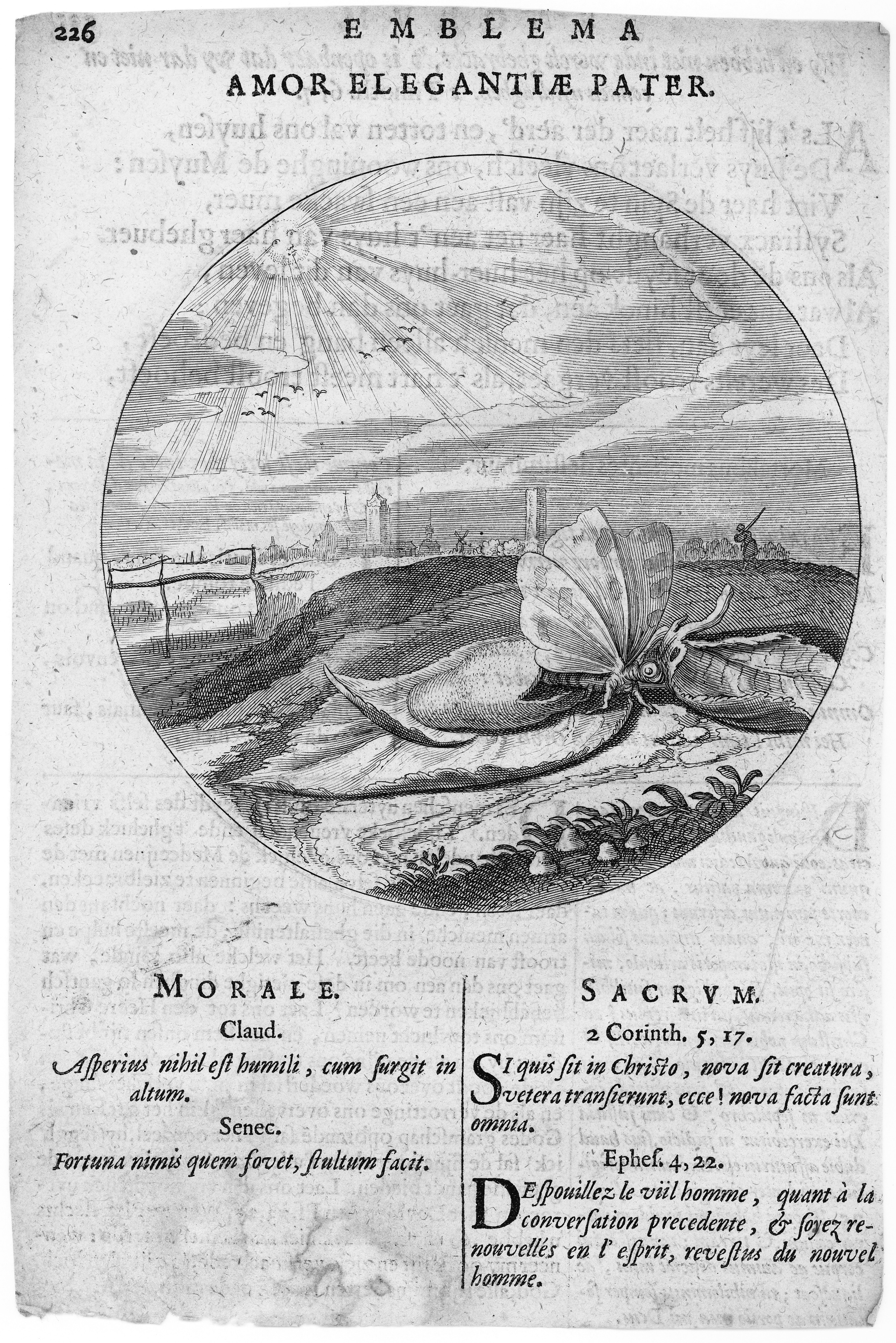
Embleem van Monita amoris virginei (1620)

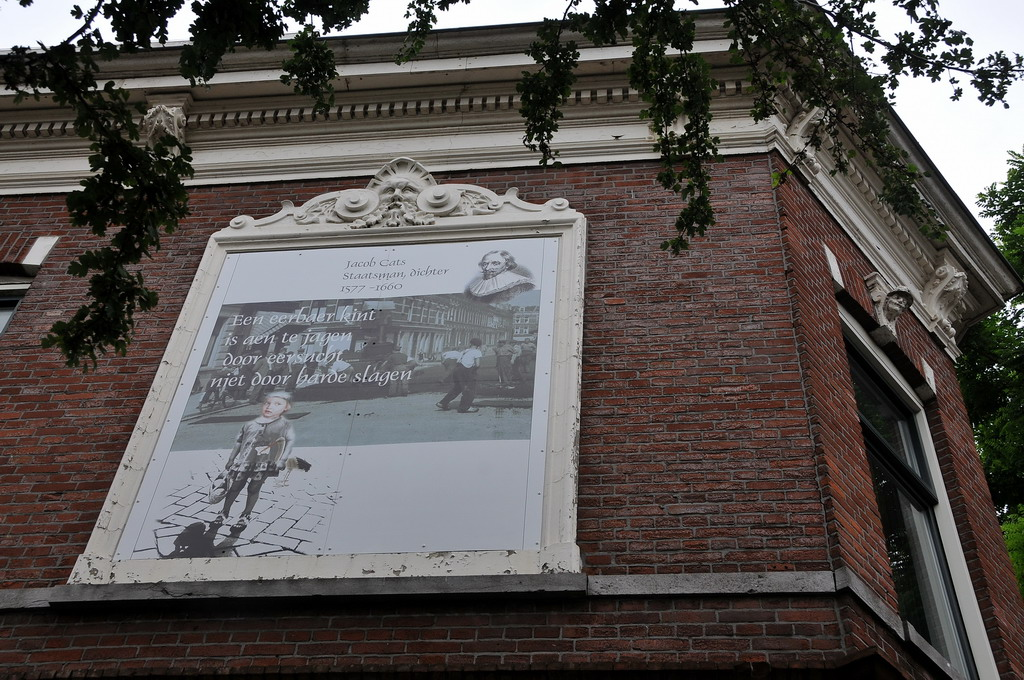
Gedicht in Jacob Catsstraat, Rotterdam

Ooit behoorden de dichtwerken van Cats tot de meest gelezen boeken van Nederland. Het gewone volk bezat vaak niet meer dan twee boeken, te weten een Statenbijbel en een dichtwerk van Cats, zoals bijvoorbeeld Houwelijk (1625). Cats werd als volksdichter zelfs vergeleken met Homerus. In de negentiende eeuw was de populariteit van Cats al flink afgenomen. Willem Bilderdijk zei hierover: doch die zijn God verstiet, moest ook zijn Cats verstooten. Tussen 1843 en 1854 verscheen een nieuwe uitgave van de werken van Cats in gemoderniseerde spelling, gemaakt door Matthias de Vries en Arie de Jager, getiteld Dichtwerken van Jacob Cats, naar de behoeften der tegenwoordigen tijd ingerigt. Het betrof een gematigde modernisering waarin eigenlijk alleen de spelling werd aangepast. Toch was de ontvangst lauw te noemen: de recensenten vonden het spijtig dat Cats door de gemoderniseerde spelling van zijn oude, statige sfeer beroofd werd. Latere edities van Cats' dichtwerken, zoals de Volks-uitgaaf van Roelants uit omstreeks 1880 werden dan ook gewoon in de oude, zeventiende-eeuwse spelling gezet. In 1976 is er bij Uitgeverij De Banier een facsimile-uitgave van Alle de wercken van den Heere Jacob Cats verschenen naar de editie van 1712.

## Spreuk
Dickwijls siet men dat de zotten
Met de wijse lieden spotten;
Maer wie sich nae wijsheyt stelt,
Laat de gecken ongequelt.